# 獄中結婚
獄中結婚（ごくちゅうけっこん）は、勾留中あるいは刑の執行中などの理由で刑務所・拘置所などの獄中にいる人物の結婚のこと。

## 日本における獄中結婚
日本においては、無罪の推定の働く被疑者や被告人は言うに及ばず、受刑者や死刑囚であっても、日本国憲法第24条に立脚する婚姻に関する諸権利は保障されている。故に拘留中あるいは刑の執行中であっても、婚姻における形式的・実質的要件を満たせば婚姻することができる。法的には獄中結婚と一般的な婚姻の区別は存在していないが、こうした婚姻する両性のうち、少なくとも一方が獄中にある場合に「獄中結婚」の語が用いられることが多い。
日本における死刑囚（死刑確定者）の場合、死刑確定後は接見交通権（文通・面会など）が制限され、弁護士や家族以外とは事実上やり取りができなくなるため、支援者が死刑囚（または死刑判決に上訴している被告人）と結婚もしくは養子縁組をして、配偶者や親族として面会することがある。

### 実例
獄中結婚の実例
- 男YK（鹿児島雑貨商殺害事件の死刑囚） - 1957年（昭和32年）に死刑が確定[注 1]、1960年（昭和35年）8月31日に死刑執行[5]（32歳没）。処刑後の1962年、獄中結婚相手である女性との書簡集『愛と死のかたみ』（集英社）が出版された[6]。
- 男NK（別府銀行員殺害事件の死刑囚） - 1960年7月19日に死刑が確定[注 2]、1970年（昭和45年）6月3日に死刑執行[5]（46歳没）。処刑後の1979年、『足音が近づく』（立風書房）が出版された[15]。
- 大森勝久
- 藤本敏夫 - 学生運動関連で実刑判決が確定し、中野刑務所に服役していた1972年（昭和47年）に加藤登紀子（歌手）と獄中結婚した。
- 永山則夫（連続射殺事件の元死刑囚） - 事件当時19歳（少年死刑囚）[16]。第一審で死刑判決を受け、控訴中に文通相手の女性と獄中結婚したが、後に離婚。1997年8月1日に東京拘置所で死刑執行[16]。
- 新実智光（オウム真理教事件の元死刑囚） - 2002年6月26日に第一審で死刑判決を言い渡されたが、その約半年後、顔見知りだった教団信者の女性と獄中結婚した[17]。2018年3月14日に東京拘置所から大阪拘置所へ移送され、同年7月6日に死刑執行[18]。
- 宅間守（附属池田小事件の元死刑囚） - 死刑確定後の2003年12月中旬、支援者の女性（当時30歳代）と獄中結婚し[19]、「吉岡」に改姓[20]。2004年9月14日に大阪拘置所で死刑執行[21]。
- 木嶋佳苗（首都圏連続不審死事件の女性死刑囚） - 上告中に獄中結婚[22]ないし養子縁組し、上告審判決（2017年4月14日）時点では「D」姓に改姓していた[23]。その後、2020年9月27日時点では[24]「I」姓になっている[25]。

獄中養子縁組の実例
- 片岡利明（連続企業爆破事件の死刑囚）[26] - 1983年に活動家の女性と養子縁組し、「益永」に改姓した[27]。
- 富山・長野連続女性誘拐殺人事件の女性死刑囚MT[注 3] - 上告審判決直前の1998年7月、東京拘置所に収監されていた死刑囚[注 4]と養子縁組し、「M」姓から「F」姓に改姓した[33]。その後、2000年1月時点では「F」姓とは別の姓（「S」）を名乗っていた[34]が、2007年3月時点では元の「M」姓に戻っている[35]。
- 大阪・愛知・岐阜連続リンチ殺人事件の死刑囚KA - 事件当時19歳（少年死刑囚）[36]。上告審判決（2011年3月10日）直前の同年3月4日に支援者の女性と養子縁組した[37]。
- 大牟田4人殺害事件の死刑囚KT - 養子縁組して「K」姓から「I」姓に改姓している[38][39]。
- 林眞須美（和歌山毒物カレー事件の女性死刑囚） - 死刑確定後の2014年3月、稲垣浩（社会運動家）と養子縁組した[40]。